# Dave Greenslade
Dave Greenslade (Woking, 18 gennaio 1943) è un tastierista e organista britannico.
Dal 1994 è membro dei riformati Colosseum, formazione jazz/rock inglese.
Fondò un gruppo che prese il suo nome, Greenslade appunto. Suonò anche con gli If e con i Thunderbirds di Chris Farlowe.

## Discografia
Solista
- Cactus choir
- Music from the Discworld
- The Pentateuch of the Cosmogony
- Going south
- Routes-Roots

Colosseum
- Those Who Are About To Die Salute You
- Valentyne Suite
- The Grass Is Greener [Solo USA]
- Daughter of Time
- Colosseum Live

Dopo reunion (1994)
- Colosseum LiveS - The Reunion Concerts
- Bread and Circuses
- Tomorrow's Blues
- Live05

## Curiosità
Greenslade è apparso nelle serie tv della BBC Gangsters (1975-1978) e Bird Of Prey (1982-1984).